# Паприкаш
Паприкаш (мађ. paprikás) је јело са месом и кромпиром. Изворно потиче из Мађарске, тачније од пастира са Панонске низије (мађ. Alföld). Најбољи је када се кува у котлићу на отвореној, лаганој ватри.
У котлићу, на мало масти, „на стакло“ пропржити ситно сецкани лук. Лук не треба штедети. Потом се дода месо (јунеће, пилеће, свињско, рибље...) сечено на мање коцке. Уз непрестано мешање, месо пржити док не побели, па га налити водом док не огрезне. Током кувања додају се разни зачини попут бибера или ловоровог листа, док се зачинска паприка додаје на крају. 
У зависности од количине воде поред паприкаша који је чорбаст постоји и перкелт (мађ. pörkölt, запечен) који има мање воде.
У Народном кувару Пате Марковић наводе се још и: пилећи паприкаш са келерабом, пилећи паприкаш са карфиолом, ловачки паприкаш, паприкаш од срнећег меса, пилећи паприкаш са ноклицама, паприкаш од свињских бубрега и мозга, паприкаш од прасеће ситнежи.

## Мађарски пилећи паприкаш
Пилећи паприкаш (мађ. csirkepaprikás) је уз гулаш и перкелт једно од најпознатијих јела мађарске кухиње. Крајем XIX века, ovo јело постаје популарно и ван оквира Мађарске, када га познати француски кувар Жорж Огист Ескофје (1846-1935) поставља на мени свог отменог ресторана у оквиру Гранд хотела у Монте Карлу.
Попут перкелта, припрема пилећег паприкаша почиње динстањем црног лука у свињској масти. Када лук омекша и постане стакласт, додају се слатка паприка и комади пилетине са костима. Пилетина се на јакој ватри пропржи са свих страна, након чега следи лагано кување с поклопцем, на тихој ватри, у сопственим соковима. Када је јело готово, пилетина се вади из тигања у који се затим додаје кисела павлака или милерам. Након што се павлака сједини са сафтом, сафт се прелива преко пилетине. Јело се служи са куваном тестенином или кнедлама.